# NASA
Administrația Națională Aeronautică și Spațială mai cunoscută sub acronimul NASA (National Aeronautics and Space Administration) este o agenție independentă a guvernului Statelor Unite responsabilă cu programul spațial civil, precum și cercetarea aeronautică și aerospațială.
NASA a fost înființată la 29 iulie 1958 pentru a administra și a realiza proiecte de astronautică civilă, care anterior erau susținute de diverse ramuri ale Forțelor Armate ale Statelor Unite, pentru a recupera progresul înregistrat de Uniunea Sovietică. NASA a preluat centrele de cercetare de la Comitetul Național Consultativ pentru Aeronautică (NACA), care anterior era îndreptată spre cercetare în domeniul aeronautic. Noua agenție are o orientare civilă distinctă, încurajând aplicațiile pașnice în știința spațială. De la înființarea sa, majoritatea eforturilor de explorare spațială din SUA au fost conduse de NASA, inclusiv misiunile Apollo, stația spațială Skylab și, ulterior, naveta spațială. NASA sprijină Stația Spațială Internațională și supraveghează dezvoltarea vehiculului multifuncțional Orion, a sistemului de lansare spațială și a vehiculelor comerciale cu echipaj. Agenția este, de asemenea, responsabilă pentru Programul de lansare a serviciilor, care oferă supravegherea operațiunilor de lansare și a gestionarea numărătorii inverse pentru lansările NASA fără pilot.
Știința utilizată de NASA se concentrează pe o mai bună înțelegere a Pământului prin Sistemul de observare a Pământului (EOS); avansări în heliofizică prin eforturile Programului de Cercetare în domeniul heliofizicii al Direcției Misiune Științifică; explorează corpuri din întregul Sistem Solar cu misiuni robotizate avansate, cum ar fi New Horizons; și cercetează subiecte de astrofizică, cum ar fi Big Bang cu ajutorul unor observatoare mari.

## Înființare

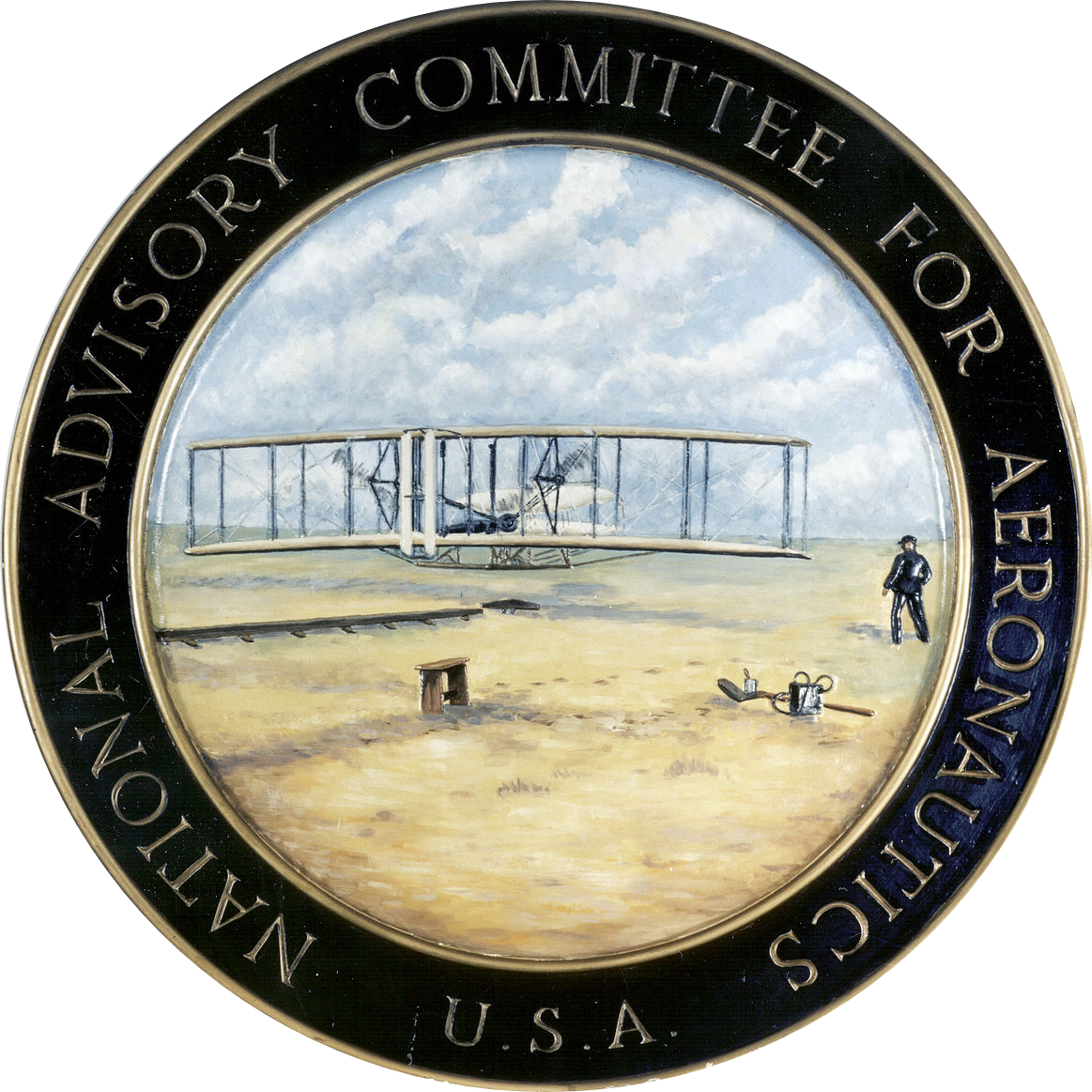
Sigla oficială NACA

Prima versiune a siglei NASA, folosită între anii 1975–1992

Din 1946, Comitetul Național Consultativ pentru Aeronautică (NACA) a experimentat avioane-rachetă, cum ar fi supersonicul Bell X-1. La începutul anilor 1950, a fost o provocare lansarea unui satelit artificial de Anul Geofizic Internațional (1957-58). După lansarea sovietică a primului satelit artificial din lume (Sputnik 1) la 4 octombrie 1957, atenția Statelor Unite s-a îndreptat spre propriile sale eforturi de cucerire a spațiului. Congresul american, alarmat de amenințarea percepută pentru securitatea națională și conducerea tehnologică (cunoscută sub numele de "criza Sputnik"), a cerut acțiuni imediate și rapide; președintele Dwight D. Eisenhower și consilierii săi au recomandat măsuri după deliberări făcute cu multă atenție. 
Acest lucru a condus la un acord privind necesitatea unei noi agenții federale, bazată în primul rând pe NACA, care să efectueze toate activitățile spațiale non-militare. În februarie 1958, a fost creată Agenția de cercetare avansată în domeniul apărării (ARPA) pentru a dezvolta tehnologia spațială pentru aplicații militare.
La 29 iulie 1958, Eisenhower a semnat Legea Națională pentru Aeronautică și Spațiu, înființând NASA. Când a început să fie operațională la 1 octombrie 1958, NASA a absorbit complet NACA; cei 8000 de angajați ai săi, un buget anual de 100 milioane $, trei laboratoare majore de cercetare (Laboratorul Aeronautic Langley, Laboratorul Aeronautic Ames și Laboratorul de Propulsie Lewis Flight Propulsion) și două facilități mici de testare. Un logo al NASA a fost aprobat de președintele Eisenhower în 1959. O contribuție semnificativă la intrarea NASA în cursa spațială cu Uniunea Sovietică a fost tehnologia din programul german de rachete condus de Wernher von Braun, care lucra acum pentru Agenția de rachete balistice a armatei (ABMA), care la rândul său a încorporat tehnologia omului de știință american Robert Goddard.
Eforturile anterioare de cercetare în cadrul Forțelor Aeriene ale SUA  și multe dintre programele spațiale timpurii ale ARPA au fost transferate și la NASA. În decembrie 1958, NASA a preluat controlul asupra Laboratorului de Propulsie Jet.

## Programe de zbor în spațiu

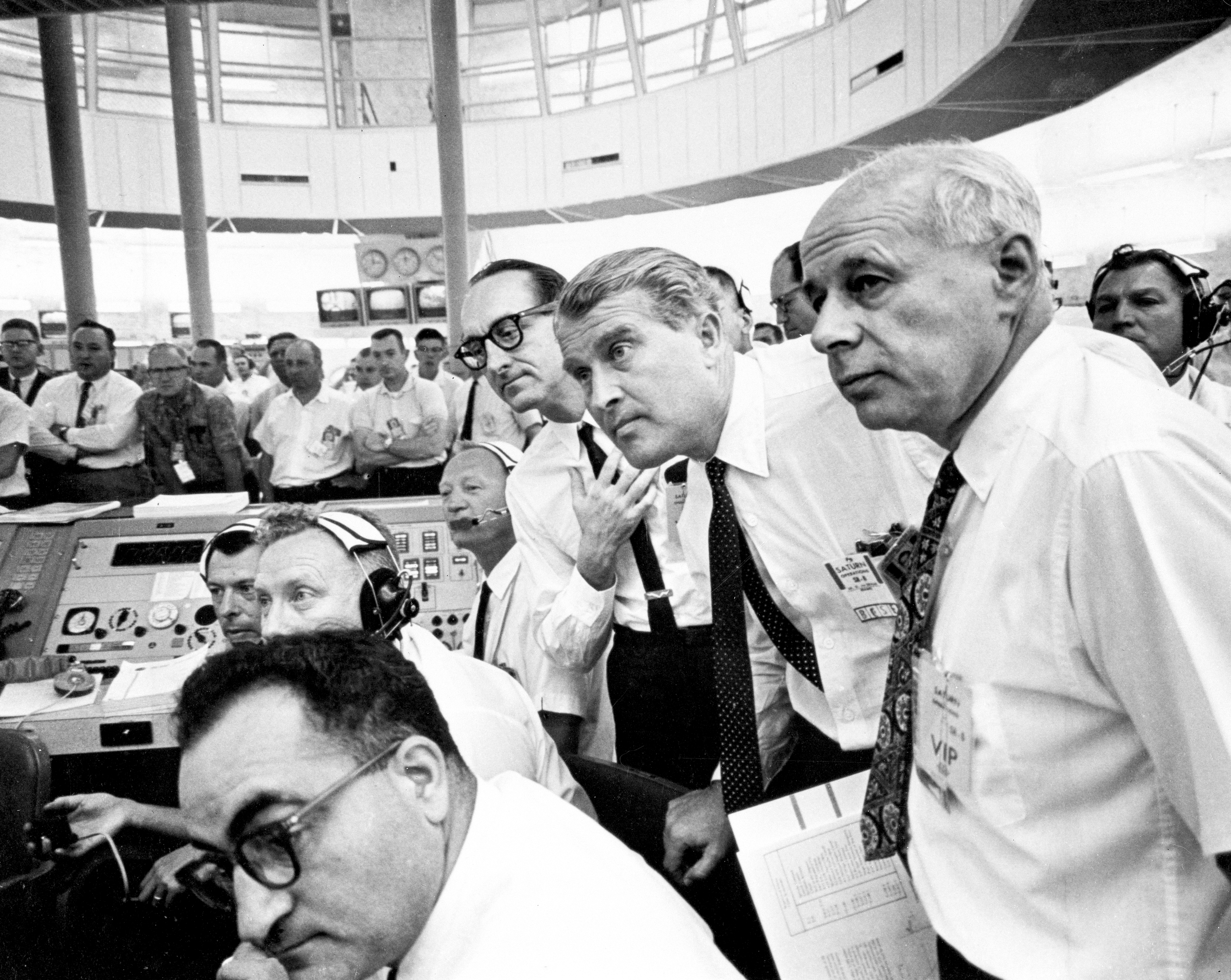
Centrul de control la lansarea Saturn I SA-6 din 28 mai 1964. Wernher von Braun în centru.

NASA a realizat numeroase programe spațiale cu pilot și fără pilot în toată istoria sa. Programele fără pilot au lansat primii sateliți artificiali americani pe orbita Pământului în scopuri științifice și de comunicații și au trimis sonde științifice pentru a explora planetele sistemului solar, începând cu Venus și Marte, inclusiv un program de studiere a planetelor exterioare. Programele cu echipaj uman au trimis primii americani pe orbita joasă a Pământului, au câștigat cursa spațială cu Uniunea Sovietică prin aterizarea a 12 oameni pe Lună între 1969 și 1972 în programul Apollo, au dezvoltat o navă spațială semi-reutilizabilă și au dezvoltat o stație spațială de sine stătătoare prin cooperarea cu mai multe națiuni, inclusiv Rusia post-sovietică. Unele misiuni includ părți atât cu echipaj uman cât și fără pilot, cum ar fi sonda Galileo, care a fost desfășurată de astronauți pe orbita Pământului, înainte de a fi trimisă fără pilot către Jupiter.

### Programe cu echipaj uman

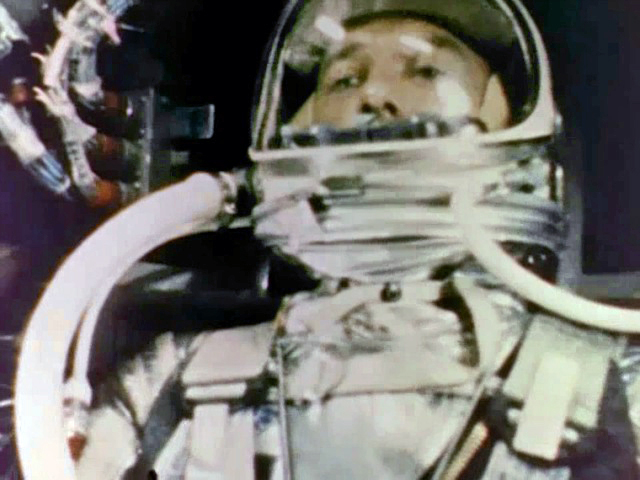
Primul american în spațiu, Alan Shepard în MR3, 5 mai 1961.

Programele experimentale de aeronave cu rachete lansate de NACA au fost prelungite de NASA ca sprijin pentru zborurile cu echipaj uman. Reacționând la pierderea prestigiului național și a temerilor legate de securitate cauzate de faptul că Uniunea Sovietică preluase conducerea în explorarea spațiului, în 1961, președintele John F. Kennedy a propus obiectivul ambițios "de a aseliniza un om pe Lună până la sfârșitul [anilor 1960] și să se întoarcă în siguranță pe Pământ". Acest obiectiv a fost îndeplinit în 1969 prin programul Apollo, iar NASA a planificat activități chiar și mai ambițioase care să conducă la o  misiune cu echipaj uman pe Marte. Reducerea amenințării percepute și schimbarea priorităților politice au condus aproape imediat la stoparea majorității acestor planuri. NASA și-a îndreptat atenția spre un laborator spațial temporar, derivat de la Apollo, și spre o navetă orbitală semi-reutilizabilă. În anii 1990, a fost aprobată finanțarea pentru NASA de a dezvolta o stație spațială permanentă orbitală în cooperare cu comunitatea internațională, care a inclus și pe fostul rival, Rusia post-sovietică. Până în prezent, NASA a lansat un total de 166 de misiuni spațiale cu echipaj uman în rachete și treisprezece zboruri cu rachete X-15 deasupra altitudinii de 80 km.

#### Avion-rachetă X-15 (1954–1968)

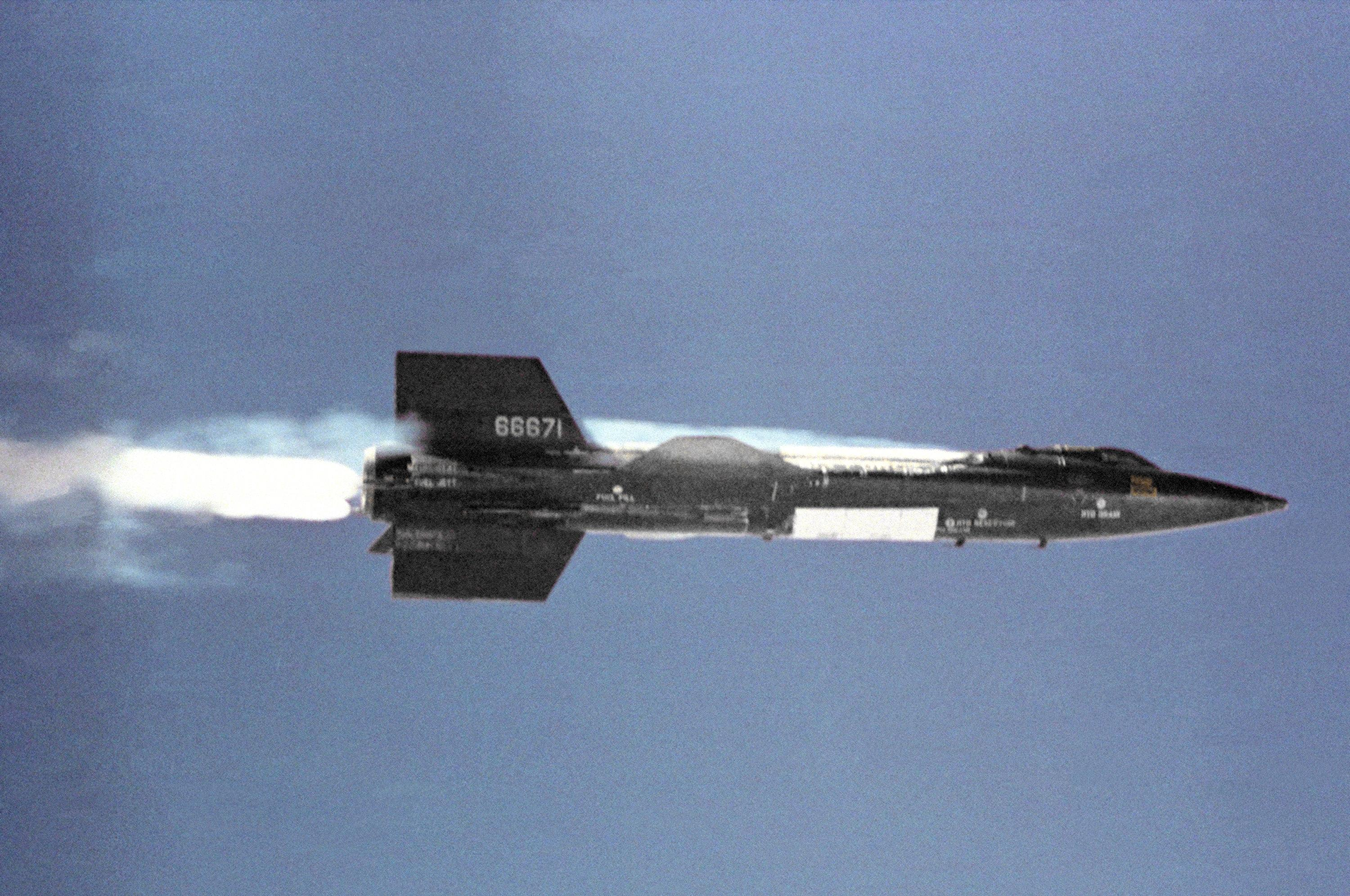
X-15

NASA a moștenit aeronava de cercetare hipersonică experimentală X-15 de la NACA, dezvoltată în colaborare cu Forțele Aeriene și Marina SUA. Proiectul avea un fuzelaj subțire, cu carenaje de-a lungul laturii care conținea combustibil și unul dintre primele sisteme de control computerizate. La 30 decembrie 1954, au fost emise propunerile pentru structura aeronavei, iar la 4 februarie 1955, pentru motorul rachetă. În noiembrie 1955, contractul pentru fuzelaj a fost atribuit companiei North American Aviation, iar în 1956 contractul pentru motorul XLR30 a fost atribuit Motors Reaction; au fost construite trei avioane. Lansarea modelului X-15 a avut loc la o altitudine de aproximativ 14 km și la o viteză de aproximativ 805 km/h, de pe aripa unui Boeing B-52 Stratofortress.
Doisprezece piloți au fost selectați pentru program de la Forțele Aeriene, Marină și NACA (mai târziu NASA). Un total de 199 de zboruri au fost făcute între 1959 și 1968, rezultând recordul mondial oficial pentru cea mai mare viteză realizată vreodată de o aeronavă echipată cu motor cu o viteză maximă de 7.273 km/h. Recordul de altitudine pentru X-15 a fost de 107,96 km. Opt dintre piloți au fost premiați pentru zborul la peste 80 km altitudine, iar două zboruri ale lui Joseph A. Walker au depășit 100 km, calificate drept zboruri spațiale conform Federației Aeronautice Internaționale. Programul X-15 a folosit tehnici mecanice utilizate în programele ulterioare de zbor spațial cu echipaj, inclusiv jeturi cu sistem de control al reacției pentru a controla orientarea unei nave spațiale aflate sub presiune și definirea costumelor spațiale. Datele colectate de reintrare și aterizare au fost valoroase pentru NASA pentru proiectarea navetei spațiale.

#### Proiectul Mercury (1958–1963)

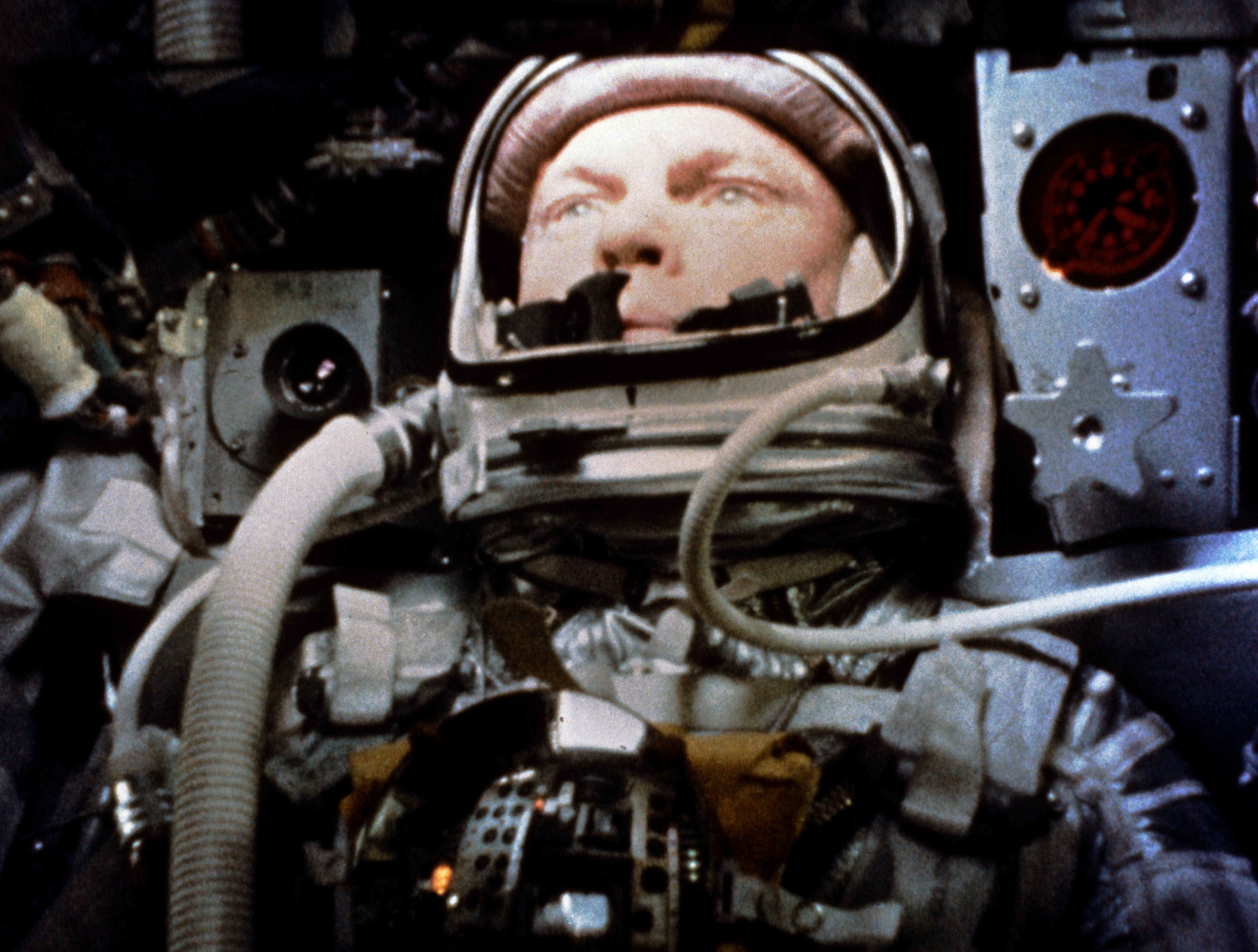
John Glenn în Friendship 7: primul zbor american orbital, 1962

La scurt timp după începerea cursei spațiale, unul dintre primele obiective a fost acela de a lansa o persoană pe orbita Pământului cât mai curând posibil. Prin urmare a fost favorizată cea mai simplă navă spațială care putea fi lansată de rachetele existente. Programul Air Force Man in Space Soonest a luat în considerare numeroasele modele de nave spațiale, de la avioane cu rachete, cum ar fi X-15, până la mici capsule spațiale balistice. Până în 1958, conceptele aeronavelor spațiale au fost eliminate în favoarea capsulei balistice.
Când NASA a fost înființată în acelasi an, programul Air Force a fost transferat și redenumit Proiectul Mercury. Au fost selectați primii șapte astronauți dintre candidații la programele pilot ale Marinei și Forțelor Aeriene. La 5 mai 1961, astronautul Alan Shepard a devenit primul american în spațiu la bordul unei capsule numită Freedom 7, lansată pe un propulsor Redstone într-un zbor balistic (suborbital) de 15 minute. John Glenn a devenit primul american care a fost lansat pe orbită, pe un vehicul de lansare Atlas la 20 februarie 1962, la bordul Friendship 7. Glenn a finalizat trei orbite, după care au mai fost efectuate trei zboruri orbitale, culminând cu 22 de zboruri orbitale făcute de Gordon Cooper la bordul Faith 7, în perioada 15-16 mai 1963. Katherine Johnson, Mary Jackson și Dorothy Vaughan au fost trei computere umane care au calculat traiectoriile în timpul cursei spațiale. Johnson era binecunoscută pentru că făcea calcule de traiectorie pentru misiunea lui John Glenn în 1962, unde rula aceleași ecuații cu mâna care rulau pe computer.
Uniunea Sovietică a concurat Programul Mercury cu propria sa navă spațială cu un singur pilot, Vostok. Ei au trimis primul om în spațiu, odată cu lansarea cosmonautului Iuri Gagarin într-o singură orbită a Pământului la bordul lui Vostok 1 în aprilie 1961, cu o lună înainte de zborul lui Shepard. În august 1962, au realizat un zbor record de aproape patru zile cu Andrian Nikolaev la bordul lui Vostok 3 și, de asemenea, au efectuat o misiune concurentă Vostok 4 cu Pavel Popovici.

#### Proiectul Gemini (1961–1966)

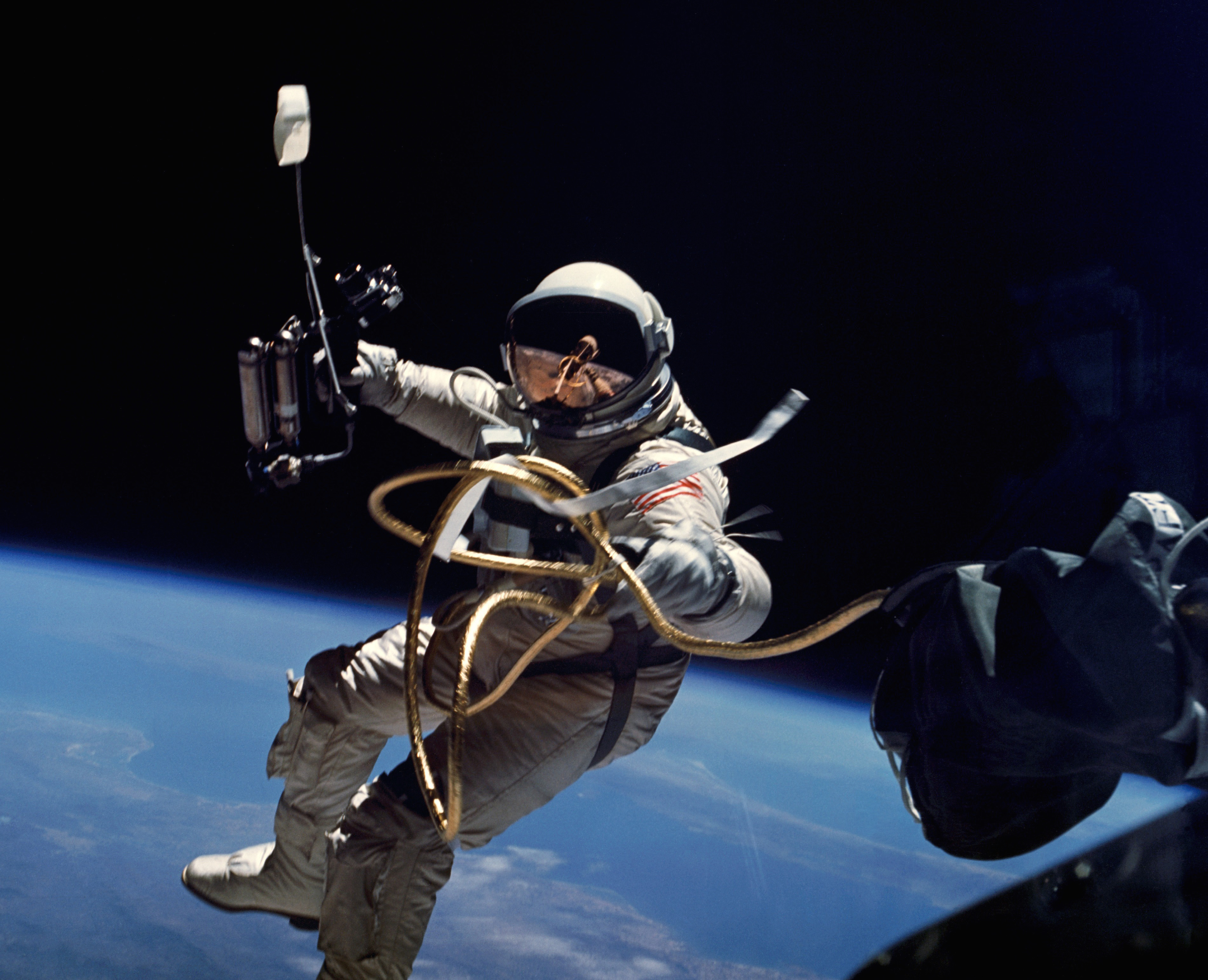
Ed White în timpul misiunii Gemini 4: prima activitate extravehiculară americană, 1965

Bazat pe studii de creștere a capacităților navei spațiale Mercur la zboruri de lungă durată, dezvoltarea tehnicilor de întâlnire în spațiu și aterizării de precizie pe Pământ, Proiectul Gemini a fost început ca un program de doi oameni în 1961 pentru a depăși avansul sovieticilor și pentru a sprijini echipajul de la Apollo. Primul zbor Gemini cu echipaj, Gemeni 3, a fost pilotat de Gus Grissom și John Young la 23 martie 1965. Au urmat nouă misiuni în 1965 și 1966, demonstrând o misiune de anduranță de aproape paisprezece zile, întâlnire, andocare, activitate extravehiculară (EVA),   și colectarea de date medicale cu privire la efectele imponderabilității asupra oamenilor.
Sub conducerea premierului sovietic Nikita Hrușciov, URSS a concurat cu Gemeni transformând navele lor spațiale Vostok în Voskhod cu doi sau trei oameni. Au reușit să lanseze două zboruri cu echipaj înainte de primul zbor al Gemeni, obținând un zbor cu trei cosmonauți în 1964 și primul EVA în 1965.  După aceasta, programul a fost anulat, iar proiectantul de nave spațiale Sergei Korolev a dezvoltat nava spațială Soyuz, ca răspuns la Apollo.

#### Programul Apollo (1960–1972)

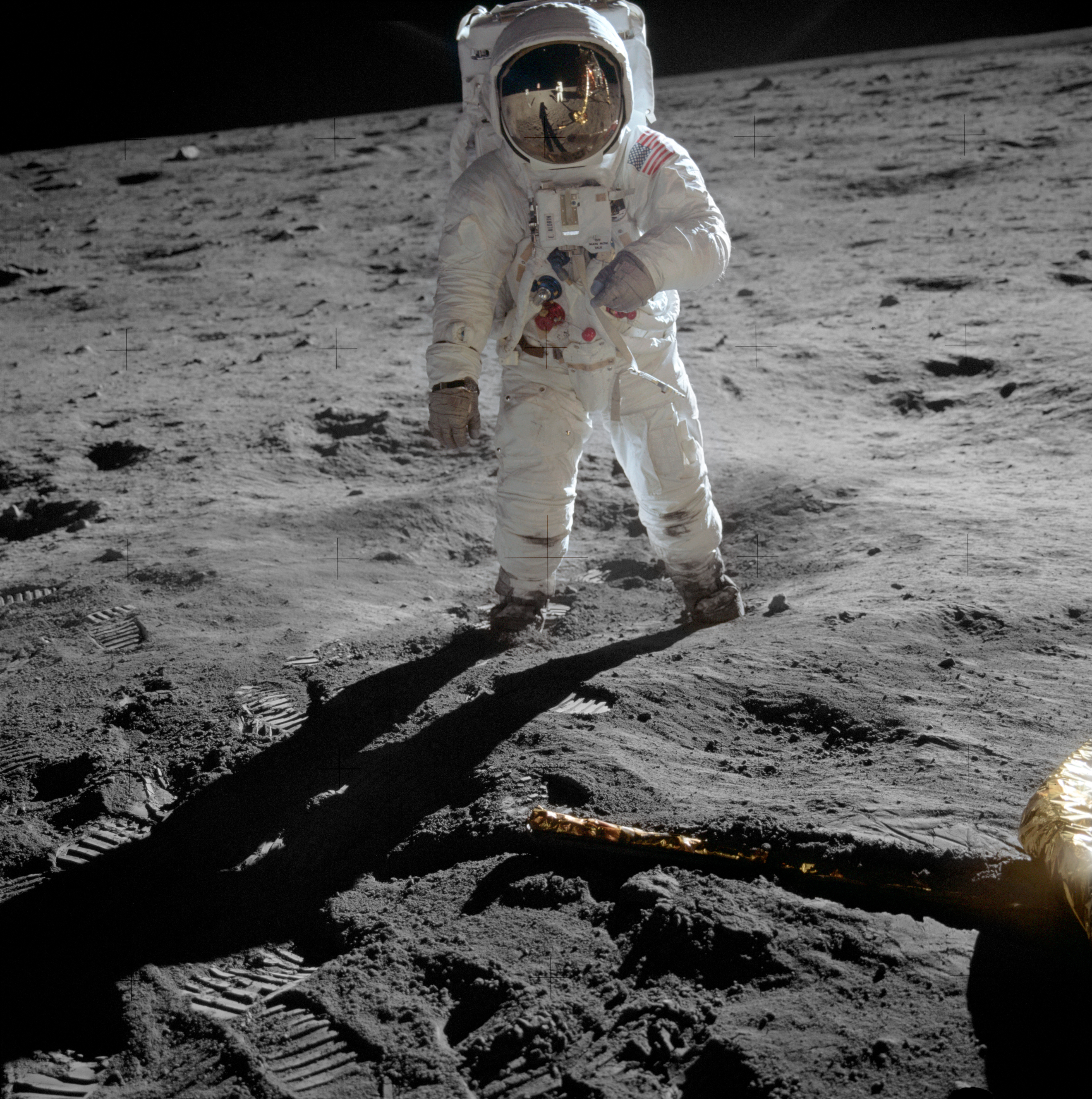
Apollo 11: Buzz Aldrin pe Lună, 1969.

Percepția publicului american asupra superiorității sovietice în Cursa Spațială (prin plasarea primului om în spațiu) l-a motivat președintele John F. Kennedy să ceară Congresului, la 25 mai 1961, să angajeze guvernul federal pentru un program care să aterizeze un om pe Luna până la sfârșitul anilor '60, decizie care dus la lansarea programului Apollo.
Apollo a fost unul dintre cele mai scumpe programe științifice americane de până acum. Aceasta a costat peste 20 de miliarde de dolari în anii '60 sau aproximativ 236 de miliarde de dolari în dolari americani actuali. (În comparație, Proiectul Manhattan a costat aproximativ 30,1 miliarde de dolari, ținând cont de inflație.) Programul Apollo a folosit noile rachete Saturn I și Saturn V, care erau mult mai mari decât ICBM-urile reutilizate ale programelor anterioare Mercury și Gemini. Nava a avut două părți principale,  modulul de comandă și serviciu (MCS) și modulul lunar Apollo (ML). MCS a transportat astronauții de pe orbita Pământului pe orbita Lunii și înapoi, în timp ce Modulul Lunar i-a aterizat pe Lună.
Primul echipaj planificat de 3 astronauți a fost ucis din cauza unui incendiu în timpul unui test înainte de zbor, în 1967 pentru misiunea Apollo 204 (redenumită mai târziu Apollo 1). A doua misiune cu echipaj, Apollo 8, în decembrie 1968, a dus astronauți pentru prima dată într-un zbor în jurul Lunii. Cu puțin timp înainte, sovieticii au trimis o navă spațială fără echipaj în jurul Lunii. Următoarele două misiuni (Apollo 9 și Apollo 10) au practicat manevrele de întâlnire și de andocare necesare pentru a efectua aterizarea pe Lună.

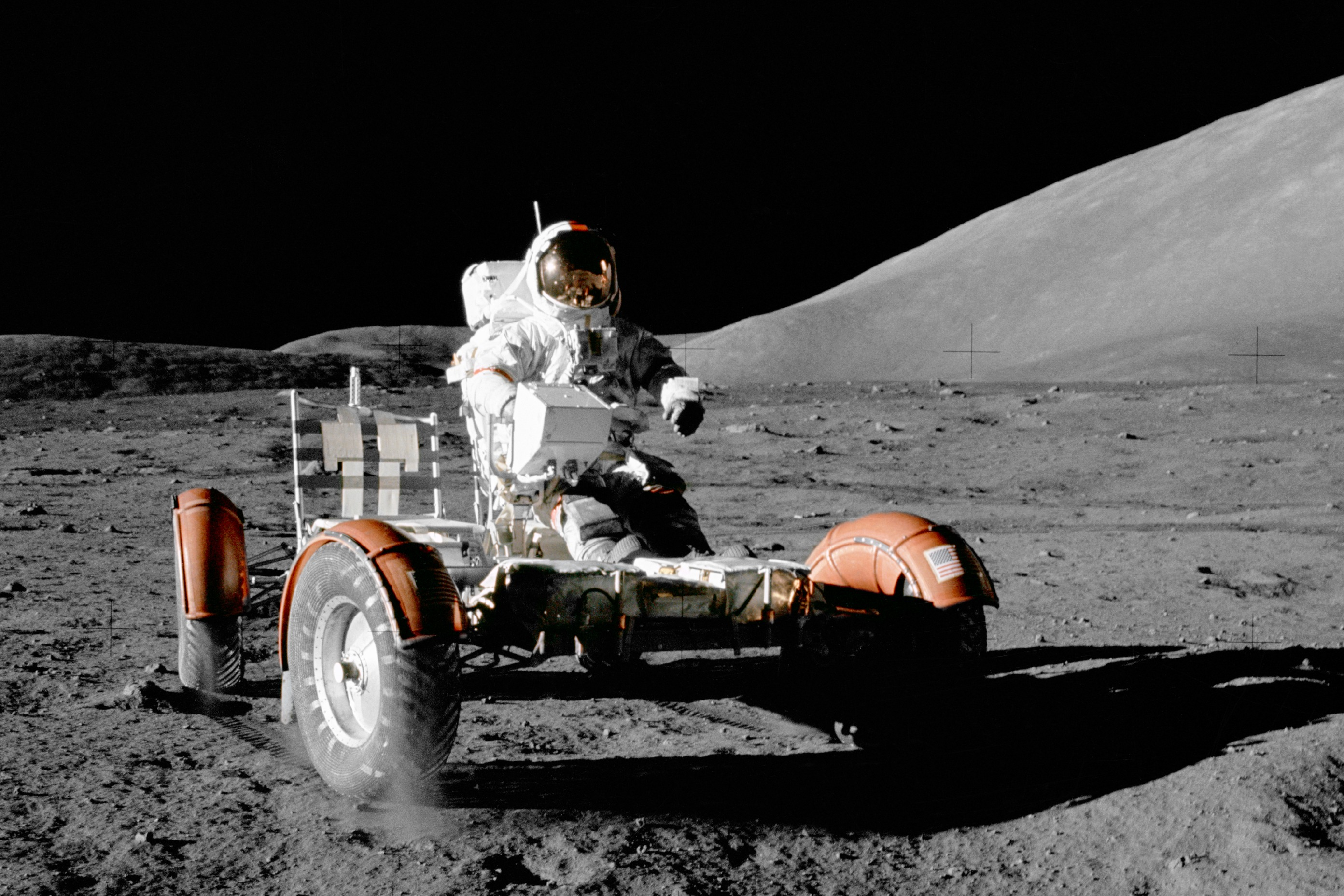
Apollo 17: LRV-003, 1972

Misiunea Apollo 11, lansată în iulie 1969, a aterizat primii oameni pe Lună. Astronauții Neil Armstrong și Buzz Aldrin au mers pe suprafața lunară, efectuând experimente și colectând mostre, în timp ce Michael Collins a orbitat deasupra în MCS. Au fost lansate șase misiuni Apollo ulterioare (numerotate 12 până la 17); cinci dintre ele au avut succes, în timp ce pentru Apollo 13 aterizarea lunară a fost întreruptă după ce un rezervor de oxigen din modulul de service (SM) a explodat la două zile după începutul misiunii  Pe parcursul acestor șapte zboruri spațiale Apollo, doisprezece astronauți au pășit pe Lună. Din aceste misiuni au rezultat o multitudine de date științifice și 381,7 kg de mostre lunare. Experimentele efectuate au inclus mecanica solului, meteoroizi, seismologie, transferul de căldură, reflexiile fasciculului laser, câmpul magnetic și vântul solar. Aterizarea pe Lună a marcat sfârșitul cursei spațiale iar Armstrong a menționat cuvântul „omenirea” când a aselenizat.

Programul Apollo a stabilit repere importante în zborul spațial cu echipaj uman. El rămâne singurul care a trimis misiuni cu echipaj uman dincolo de orbita joasă a Pământului și a aterizat oameni pe un alt corp ceresc. Apollo 8 a fost prima nava cu echipaj care a orbitat un alt corp ceresc, în timp ce Apollo 17 a marcat ultima misiune de aterizare pe Lună și ultima misiune cu echipaj dincolo de orbita joasă a Pământului, până în prezent. Programul a stimulat progrese în multe domenii ale tehnologiei periferice pentru zborurile cu rachete și echipaj uman, inclusiv  avionică, telecomunicații și computere. Apollo a stârnit interesul în multe domenii ale ingineriei și a lăsat ca reper multe facilități fizice și mașini dezvoltate pentru program. Multe obiecte și artefacte din program sunt expuse în diverse locuri din întreaga lume, în special la  Muzeul Național al Aerului și Spațiului, al Institutului Smithsonian.

#### Skylab (1965–1979)

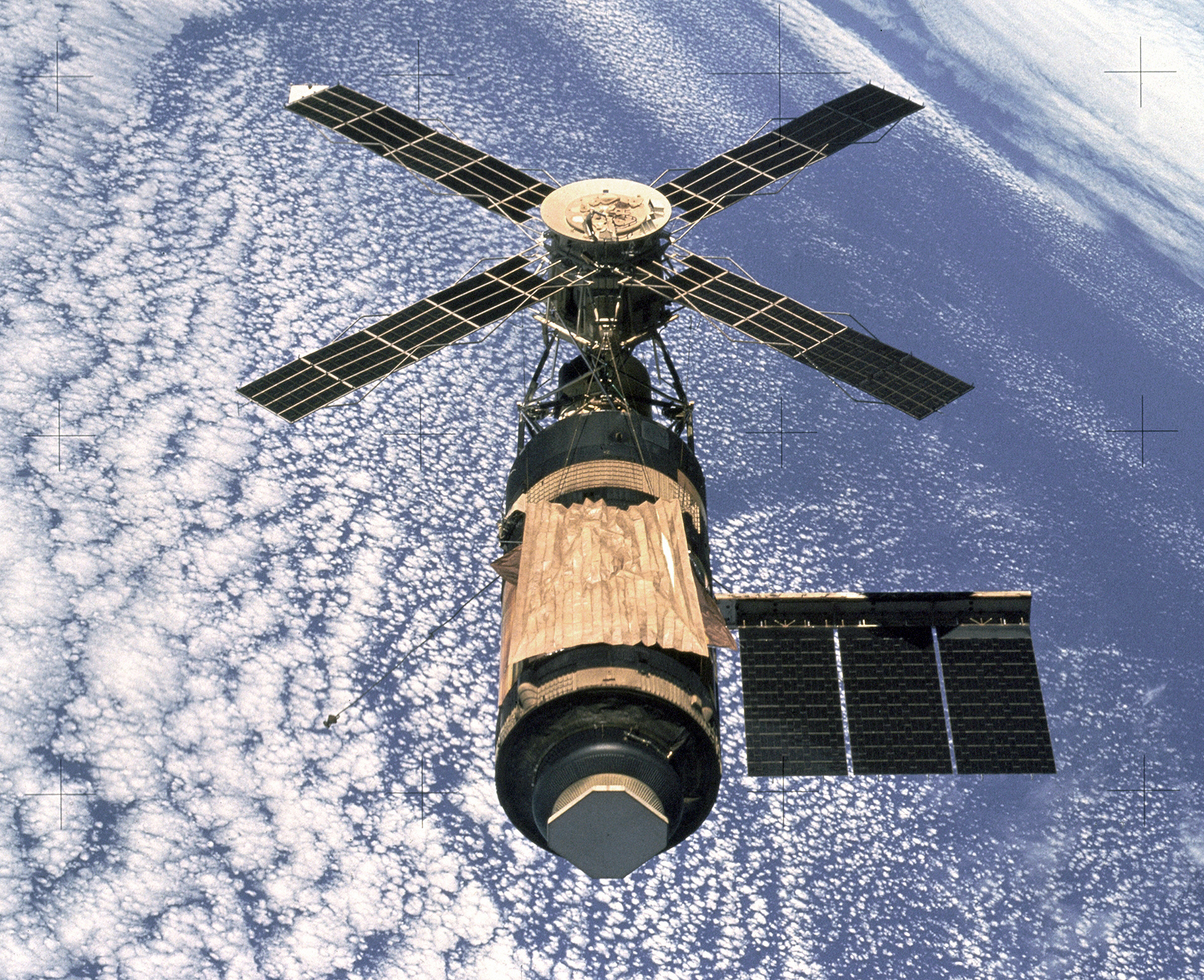
Skylab în 1974

Skylab a fost prima și singura stație spațială americană construită independent.  Conceput în 1965 ca un atelier care urma să fie construit în spațiu din stadiul superior a lui Saturn IB, stația de 77.088 kg a fost construită pe Pământ și lansată la 14 mai 1973, pe o orbită la 435 km înclinată la 50° față de ecuator. Afectat în timpul lansării de pierderea protecției sale termice și a unui panou solar care generează electricitate, a fost reparat de primul său echipaj. A fost ocupat timp de 171 zile de către 3 echipaje succesive în 1973 și 1974. Acesta a inclus un laborator pentru studierea efectelor microgravității și un observator solar. NASA a planificat să aibă o navetă spațială pe ea și să ridice Skylab la o altitudine mai înaltă și mai sigură, dar naveta nu era pregătită să zboare înainte de reîntoarcerea lui Skylab la 11 iulie 1979.
Pentru a economisi costurile, NASA a folosit pentru lansarea Skylab una dintre rachetele Saturn V destinate inițial unei misiuni Apollo care fusese anulată. Nave spațiale Apollo au fost folosite pentru transportul astronauților către și de la stație. Trei echipaje de câte trei persoane au rămas la bordul stației pentru perioade de 28, 59 și 84 de zile. Spațiul locuibil al lui Skylab a fost de 320 m3, care era de 30,7 ori mai mare decât cel al modulului de comandă Apollo.

#### Proiectul de testare Apollo-Soyuz (1972-1975)

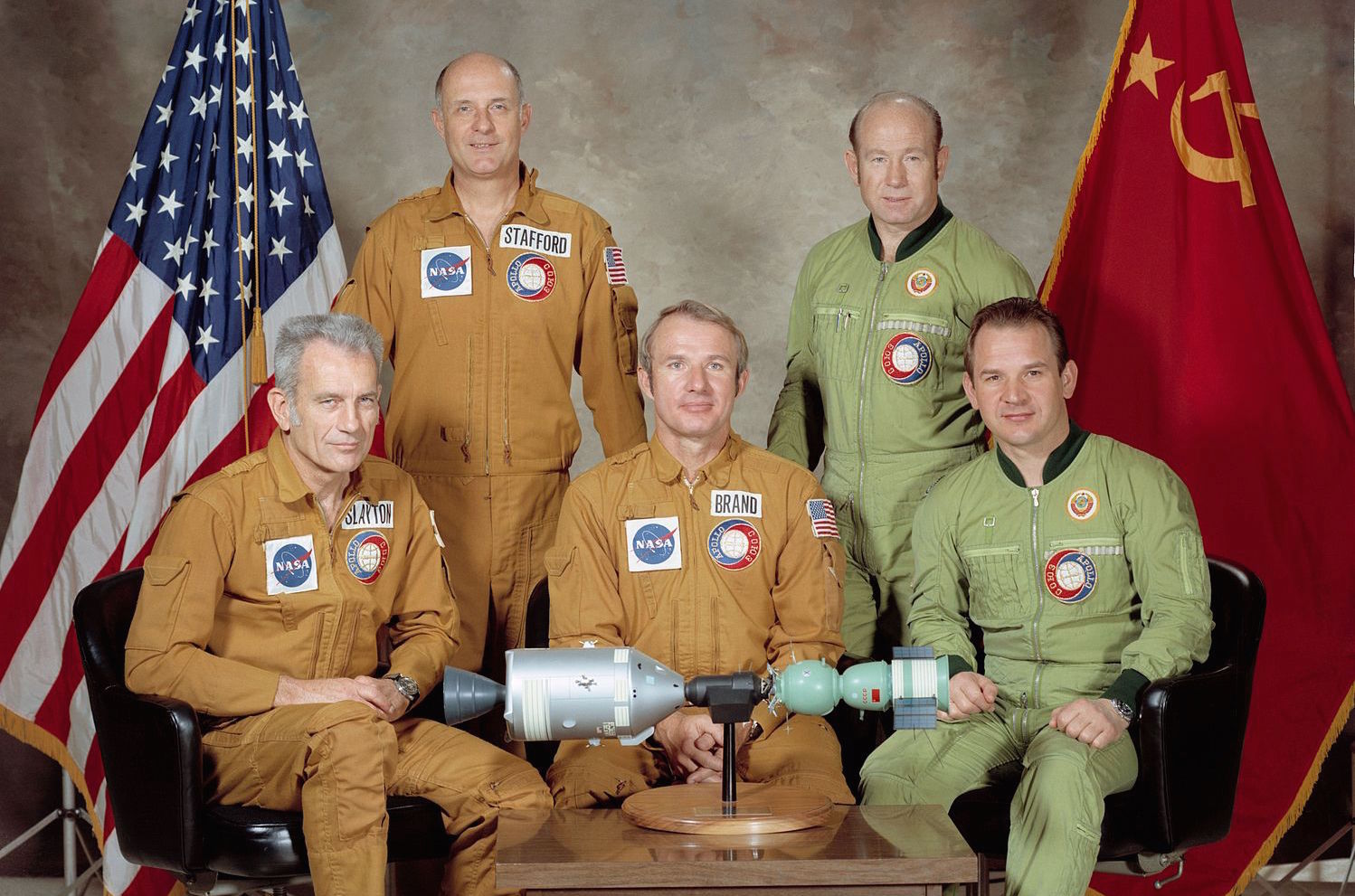
Echipajele sovietice și americane cu modelul navei spațiale, 1975.

La 24 mai 1972, președintele american Richard M. Nixon și premierul sovietic Alexei Kosîghin au semnat un acord de asociere pentru o misiune spațială cu echipaj comun și au declarat intenția ca toate viitoarele nave spațiale cu echipaj internațional să fie capabile să se cupleze între ele. Acest lucru a autorizat proiectul de testare Apollo-Soyuz (ASTP), care a implicat întâlnirea și cuplarea pe orbita Pământului a unui modul de comandă și service Apollo cu o navă spațială Soyuz. Misiunea a avut loc în iulie 1975 și a fost ultimul zbor spațial cu echipaj american până la primul zbor orbitat al navetei spațiale din aprilie 1981.
Misiunea a inclus experimente științifice comune și separate și a oferit o experiență tehnică utilă pentru viitoarele zboruri spațiale SUA-Rusia, cum ar fi programul Shuttle-Mir și Stația Spațială Internațională. 

#### Programul Space Shuttle (1972–2011)

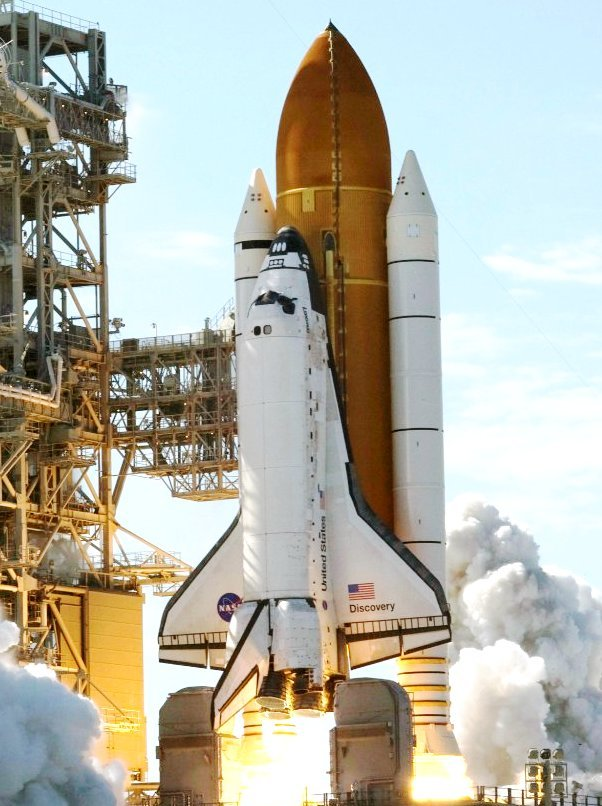
Lansarea unei navete spațiale.

Mae Jemison lucrând în Spacelab în 1992. Spacelab a fost o colaborare majoră a NASA cu agențiile spațiale din Europa

Naveta spațială a devenit principalul obiectiv al NASA la sfârșitul anilor 1970 și 1980. Conceput a fi un vehicul care putea fi lansat și reutilizat în mod frecvent, până în 1985 au fost construite patru nave spațiale orbitale. Lansarea primei navete spațiale, Columbia, s-a realizat la 12 aprilie 1981, la cea de-a 20-a aniversare a primului zbor spațial a lui Iuri Gagarin.
Componentele sale principale erau un avion spațial cu un rezervor de combustibil extern și două rachete de lansare cu combustibil solid. Rezervorul extern, care era mai mare decât nava spațială în sine, a fost singura componentă majoră care nu a fost refolosită. Naveta putea să orbiteze la altitudini de 185-643 km  și să suporte o sarcină utilă maximă (la orbită joasă) de 24.400 kg. Misiunile puteau dura între 5 și 17 zile, iar echipajele puteau fi de la 2 la 8 astronauți.
În 20 de misiuni, între 1983-1998, naveta spațială a transportat Spacelab, un laborator spațial proiectat în colaborare cu Agenția Spațială Europeană (ESA). La 18 iunie 1983, Sally Ride a devenit prima femeie americană în spațiu, la bordul misiunii STS-7 a Space Shuttle Challenger. O altă faimoasă serie de misiuni a fost lansarea și repararea ulterioară cu succes a Telescopului spațial Hubble în 1990 și, respectiv, 1993.
În 1995, interacțiunea ruso-americană a fost reluată cu misiunile programului Shuttle-Mir (1995-1998). Încă o dată, un vehicul american a cuplat cu o navă rusă, de data aceasta o stație spațială cu drepturi depline. Această cooperare a continuat cu construcția celei mai mari stații spațiale, Stația Spațială Internațională (ISS), SUA și Rusia fiind principalii parteneri ai proiectului. Puterea cooperării lor în acest proiect a fost și mai evidentă atunci când NASA a început să se bazeze pe vehiculele de lansare rusești pentru a deservi ISS în cei doi ani care au urmat dezastrului navetei spațiale Columbia în 2003.
Flota de navete a pierdut două aeronave și paisprezece astronauți în două dezastre: Challenger în 1986 și Columbia în 2003. În timp ce pierderea din 1986 a fost atenuată prin construirea lui Endeavour cu piese de schimb, NASA nu a construit o altă navă care să înlocuiască a doua pierdere. Programul Space Shuttle a finalizat 135 de misiuni, când programul s-a încheiat cu aterizarea cu succes a navetei spațiale Atlantis la Centrul Spațial Kennedy, la 21 iulie 2011. Programul a parcurs 30 de ani cu peste 300 de astronauți trimiși în spațiu.

#### Stația Spațială Internațională (1993–prezent)

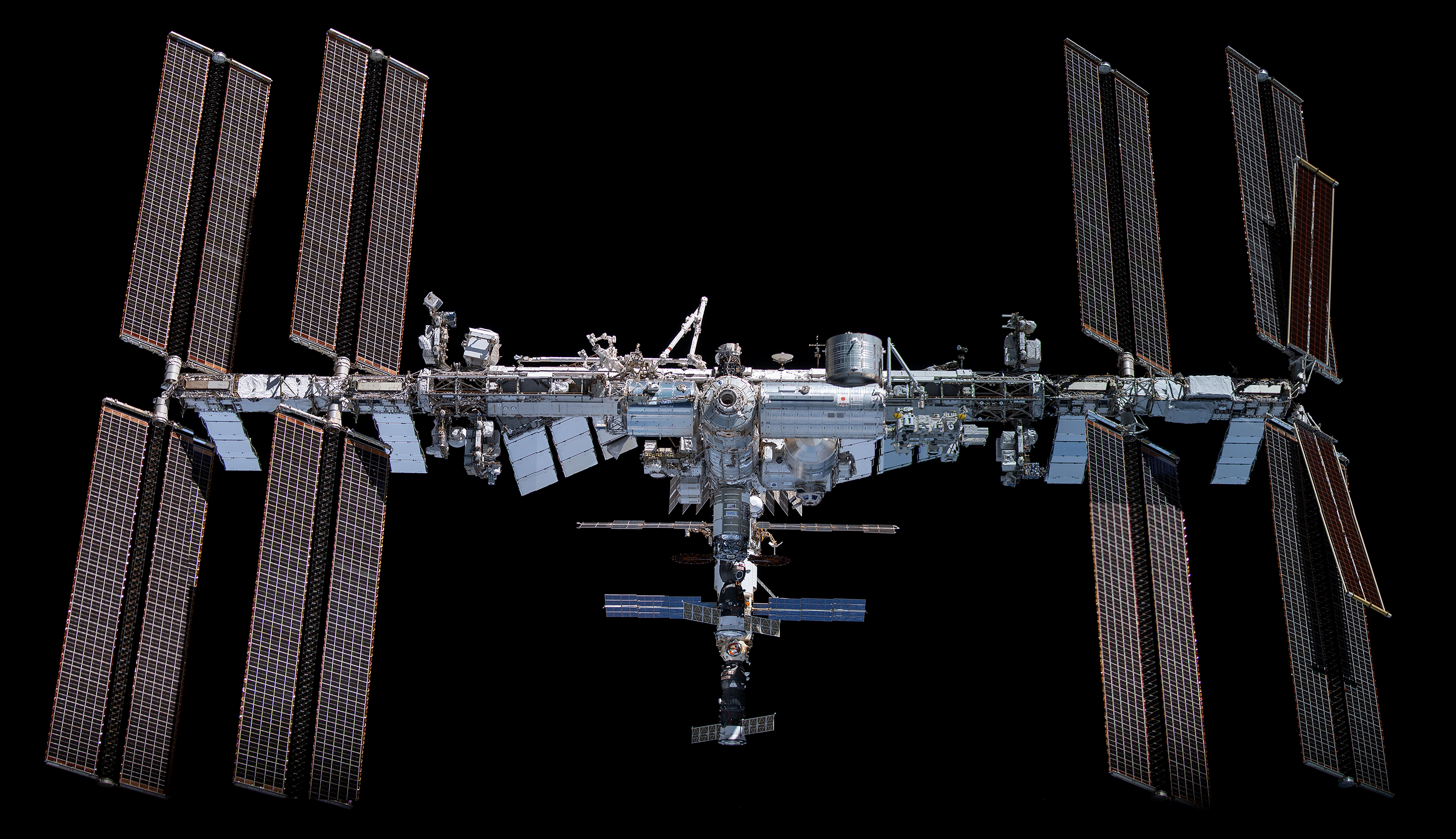
Stația Spațială Internațională (ISS)

Stația Spațială Internațională (ISS) combină proiectul NASA Space Station Freedom cu stația rusească Mir-2, stația europeană Columbus și modulul de laborator japonez Kibō .  Inițial, în anii 1980, NASA intenționase să dezvolte independent Freedom, însă constrângerile bugetare ale Statelor Unite au dus în 1993 la fuziunea acestor proiecte într-un singur program multianual, gestionat de NASA, Agenția Federală Spațială Rusă (RKA), Agenția Japoneză de Explorare Aerospațială (JAXA), Agenția Spațială Europeană (ESA) și Agenția Spațială Canadiană (CSA). Stația constă din module presurizate, structuri externe tip zăbrele, panouri solare și alte componente, lansate de rachetele rusești Proton și Soyuz și de navetele spațiale ale SUA. În prezent se asamblează pe orbita joasă a Pământului. Asamblarea pe orbită a început în 1998, finalizarea segmentului orbital din SUA a avut loc în 2011, iar finalizarea segmentului orbital rusesc în 2016. Deținerea și utilizarea stației spațiale este stabilită prin tratate și acorduri interguvernamentale care împart stația în două zone și permit Rusiei să își păstreze proprietatea deplină asupra segmentului orbital rus (cu excepția modulului Zarya), cu segmentul orbital american andocat (cuplat) cu ceilalți parteneri internaționali.
Misiunile de lungă durată pe ISS sunt denumite expediții. Durata petrecută pe ISS de membrii echipajului de expediție este de obicei de aproximativ șase luni. Inițial, echipajul de expediție era alcătuit din trei membri, diminuat temporar la doi după dezastrul Columbia. Din mai 2009, dimensiunea echipajului de expediție a crescut la șase membri. Este de așteptat ca dimensiunea echipajului să crească la șapte, numărul pentru care a fost proiectat ISS, odată ce programul comercial va deveni operațional. ISS a fost ocupat în mod continuu în ultimii 24 ani, 222 zile, depășind recordul anterior deținut de Mir; a fost vizitat de astronauți și cosmonauți din 15 națiuni diferite.
Stația poate fi văzută de pe Pământ cu ochiul liber și, începând din 2013 este cel mai mare satelit artificial al Terrei cu o masă și un volum mai mare decât a oricărei stații spațiale anterioare. Mai multe nave spațiale fără pilot servesc ISS; acestea sunt nava spațială rusă Progress din 2000, vehiculul european de transfer automat (ATV) din 2008, vehiculul japonez de transport H-II (HTV) din 2009, nava americană Dragon din 2012 și nava americană Cygnus începând cu 2013. Înainte de retragerea navetelor spațiale, ele au fost folosite pentru transferul încărcăturii și, deseori, pentru schimbarea membrilor echipajului. Până când o altă navă spațială cu echipaj american va fi pregătită, membrii echipajului vor călători la și de la stația spațială internațională exclusiv la bordul Soyuz. Cel mai mare număr de persoane care au locuit în același timp pe ISS a fost de treisprezece astronauți; acest lucru s-a întâmplat de trei ori în timpul misiunilor de asamblare ale ISS.
Este de așteptat ca programul ISS să continue până cel puțin în anul 2024 și poate fi prelungit dincolo de anul 2028.

##### Programe comerciale (2006–prezent)
Dezvoltarea vehiculelor Commercial Resupply Services (CRS) a început în 2006 cu scopul de a crea vehicule americane de transport încărcătură fără echipaj, care să funcționeze comercial, pentru a deservi ISS. La 23 decembrie 2008, NASA a acordat contracte de servicii comerciale către SpaceX și Orbital Sciences Corporation. SpaceX utilizează racheta Falcon 9 și nava spațială Dragon. Orbital Sciences utilizează racheta Antares și nava Cygnus. Prima misiune Dragon de reaprovizionare a avut loc în mai 2012, în timp ce prima misiune de reaprovizionare Cygnus a avut loc în septembrie 2013.
Programul de dezvoltare a echipajului comercial (CCDev) a fost demarat în 2010, cu scopul de a crea o navă spațială americană cu echipaj operațională comercial, capabilă să transporte cel puțin patru membri ai echipajului pe ISS, să rămână andocată timp de 180 de zile și apoi să se întoarcă pe Pământ. Se speră că aceste vehicule ar putea, de asemenea, să transporte clienți care nu fac parte din NASA către stații spațiale private, cum ar fi cele planificate de Bigelow Aerospace.
În 2010, când NASA a anunțat câștigătorii primei faze a programului, un total de 50 de milioane de dolari a fost împărțit între cinci companii americane pentru a promova cercetarea și dezvoltarea conceptelor și tehnologiilor pentru zborul uman în spațiu în sectorul privat. În 2011, au fost anunțați câștigătorii celei de-a doua faze a programului și 270 de milioane de dolari au fost împărțite între patru companii. În 2012, au fost anunțați câștigătorii celei de-a treia faze a programului; NASA a acordat 1,1 miliarde de dolari împărțite între trei companii pentru a-și dezvolta în continuare sistemele de transport ale echipajului. În 2014, au fost anunțați câștigătorii rundei finale. Dragon V2 al SpaceX (planificat să fie lansat pe un Falcon 9 v1.1) a primit un contract de până la 2,6 miliarde de dolari, iar CST-100 al lui Boeing (care va fi lansat pe un Atlas V) a primit un contract de până la 4,2 miliarde de dolari. NASA se așteaptă ca aceste vehicule să înceapă să transporte oameni pe ISS în 2019.

#### Programul Constellation (2005-2009) și politica Obama (2010-2017)
În februarie 2010, administrația președintelui Barack Obama a propus eliminarea fondurilor publice pentru programul Constellation și transferarea unei responsabilități mai mari de deservire a ISS către companii private. În timpul unui discurs la Kennedy Space Center, la 15 aprilie 2010, Obama a propus un nou vehicul greu de ridicare (HLV) pentru a-l înlocui pe anteriorul planificat Ares V. În discursul său, Obama a cerut o misiune cu echipaj uman pe un asteroid cât mai curând în 2025 și o misiune cu echipaj uman pe Marte până la mijlocul anilor 2030. Congresul Statelor Unite a adoptat Actul de Autorizare NASA la 11 octombrie 2010, iar actul oficial a anulat programul Constellation.
Actul de autorizare a necesitat proiectarea unui nou HLV în termen de 90 de zile de la aprobarea lui; vehiculul de lansare a primit denumirea de "sistem de lansare spațială". Noua lege a cerut, de asemenea, construirea unei nave spațiale dincolo de orbita joasă a Pământului. Nava spațială Orion, care a fost dezvoltat ca parte a programului Constellation, a fost aleasă pentru a îndeplini acest rol. Sistemul de lansare spațială este planificat să lanseze atât Orion cât și alte echipamente hardware necesare pentru misiuni dincolo de orbita joasă a Pământului. În timp, SLS va fi actualizat cu versiuni mai puternice. Inițial SLS vaputea să ridice 70 tone pe orbita joasă, apoi este de așteptat ca această capacitate să fie actualizată la 105 tone și în final la 130. La 5 decembrie 2014 a fost lansat un zbor de testare fără pilot al modulului de echipaj al lui Orion, pe o rachetă Delta IV Heavy.
NASA a întreprins un studiu de fezabilitate în 2012 și a dezvoltat Asteroid Redirect Mission ca misiune fără echipaj care va muta un asteroid din apropierea Pământului de dimensiunea unui bolovan (sau o bucată dintr-un asteroid mai mare) pe orbita lunară. Misiunea ar demonstra tehnologia propulsorului ionic și ar dezvolta tehnici care ar putea fi utilizate pentru apărarea planetară împotriva unei coliziuni cu asteroizi, precum și pentru transportul de marfă pe Marte în sprijinul unei viitoare misiuni umane. Asteroid Redirect Mission a fost anulată în 2017, ca parte a bugetului NASA pentru anul 2018, primul sub președintele Donald Trump.

#### Programul Artemis (2017–prezent)

Logo-ul programului Artemis

Începând cu 2017, programul de zbor spatial cu echipaj al NASA a fost programul Artemis, care implică ajutorul companiilor de zbor spatial comercial și parteneri internaționali, cum ar fi ESA. Scopul acestui program este acela de a ateriza „prima femeie și următorul bărbat” în regiunea lunară a polului sud până în 2025. Artemis va fi primul pas către obiectivul pe termen lung de a stabili o prezență durabilă pe Lună, punând bazele companiilor private pentru a construi o economie lunară și, în cele din urmă, a trimite oameni pe Marte.
Artemis 1 este lansarea inițială fără echipaj a Space Launch System (SLS), care va trimite, de asemenea, o navă spațială Orion pe o orbită retrogradă îndepărtată.
Următoarea inițiativă spațială a NASA este construcția Lunar Gateway. Această inițiativă constă în construirea unei noi stații spațiale, care va avea multe caracteristici în comun cu actuala Stație Spațială Internațională, cu excepția faptului că va fi pe orbita Lunii și nu a Pământului. Această stație spațială va fi proiectată în principal pentru locuința umană ne-permanentă. Primii pași de revenire la misiunile lunare cu echipaj vor fi Artemis 2, care va include capsula Orion, propulsat de SLS și urmează să se lanseze în 2024. Această misiune va fi o misiune de 10 zile, planificată pentru a plasa pentru scurt timp un echipaj format din patru într-un zbor lunar. Construcția Gateway-ului ar începe cu Artemis 3, care este planificată să livreze un echipaj de patru persoane pe orbita lunară împreună cu primele module ale Gateway-ului. Această misiune va dura până la 30 de zile. NASA intenționează să construiască habitatele spațiale, cum ar fi Lunar Gateway și Nautilus-X, ca parte a programului său NextSTEP. În 2017, NASA a fost direcționată de către Congresul NASA Transition Authorization Act din 2017 să ducă oameni pe orbita lui Marte (sau pe suprafața marțiană) până în anii 2030.
În sprijinul misiunilor Artemis, NASA a finanțat companii private pentru a ateriza sonde robotice pe suprafața Lunii într-un program cunoscut sub numele de Commercial Lunar Payload Services. În martie 2022, NASA a atribuit contracte către patru companii pentru sonde lunare robotizate, inclusiv Intuitive Machines, Masten Space Systems, Firefly Space Systems și Astrobotic.
În septembrie 2020, ca parte a programului Artemis, NASA a schițat un plan de a trimite astronauți pe Lună până în 2024. Astronauții urmează să călătorească în capsula Orion, lansată pe racheta SLS.
La 16 aprilie 2021, NASA a anunțat că a selectat SpaceX Starship ca sistem de aterizare umană. Racheta Space Launch System a NASA va lansa patru astronauți la bordul navei spațiale Orion pentru călătoria lor de mai multe zile pe orbita lunară, unde se vor transfera pe Starship pentru ultima etapă a călătoriei lor către suprafața Lunii.
În noiembrie 2021, s-a anunțat că obiectivul de aterizare a astronauților pe Lună până în 2024 s-a amânat până în  2025 din cauza a numeroși factori. NASA intenționează să lanseze Artemis 1 în iunie 2022, Artemis 2 în mai 2024 și Artemis 3 cândva în 2025. Misiuni suplimentare Artemis, Artemis 4 și Artemis 5, sunt planificate să fie lansate după 2025.

### Programe fără pilot

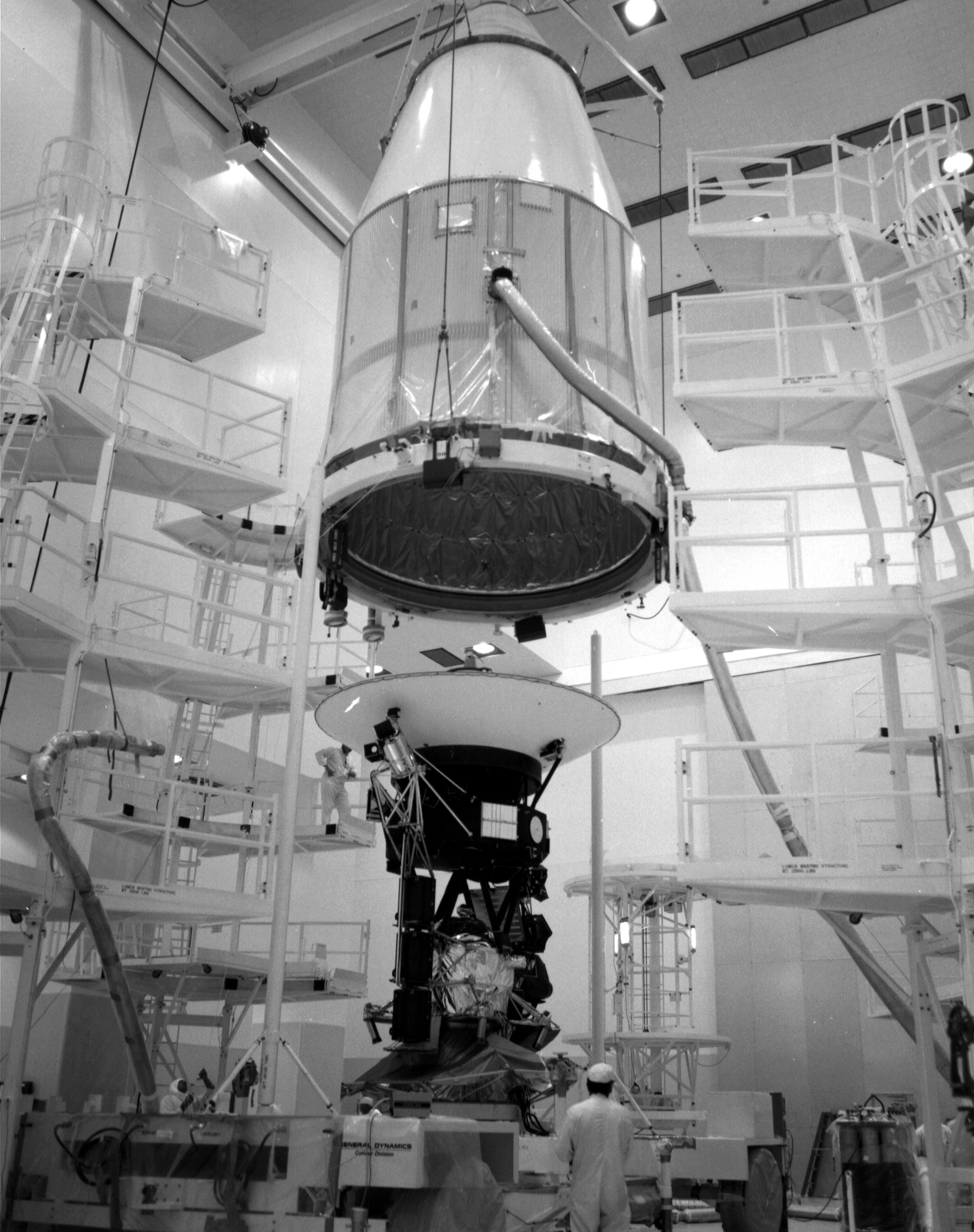
Voyager 2 este încapsulată pentru lansare, 1977

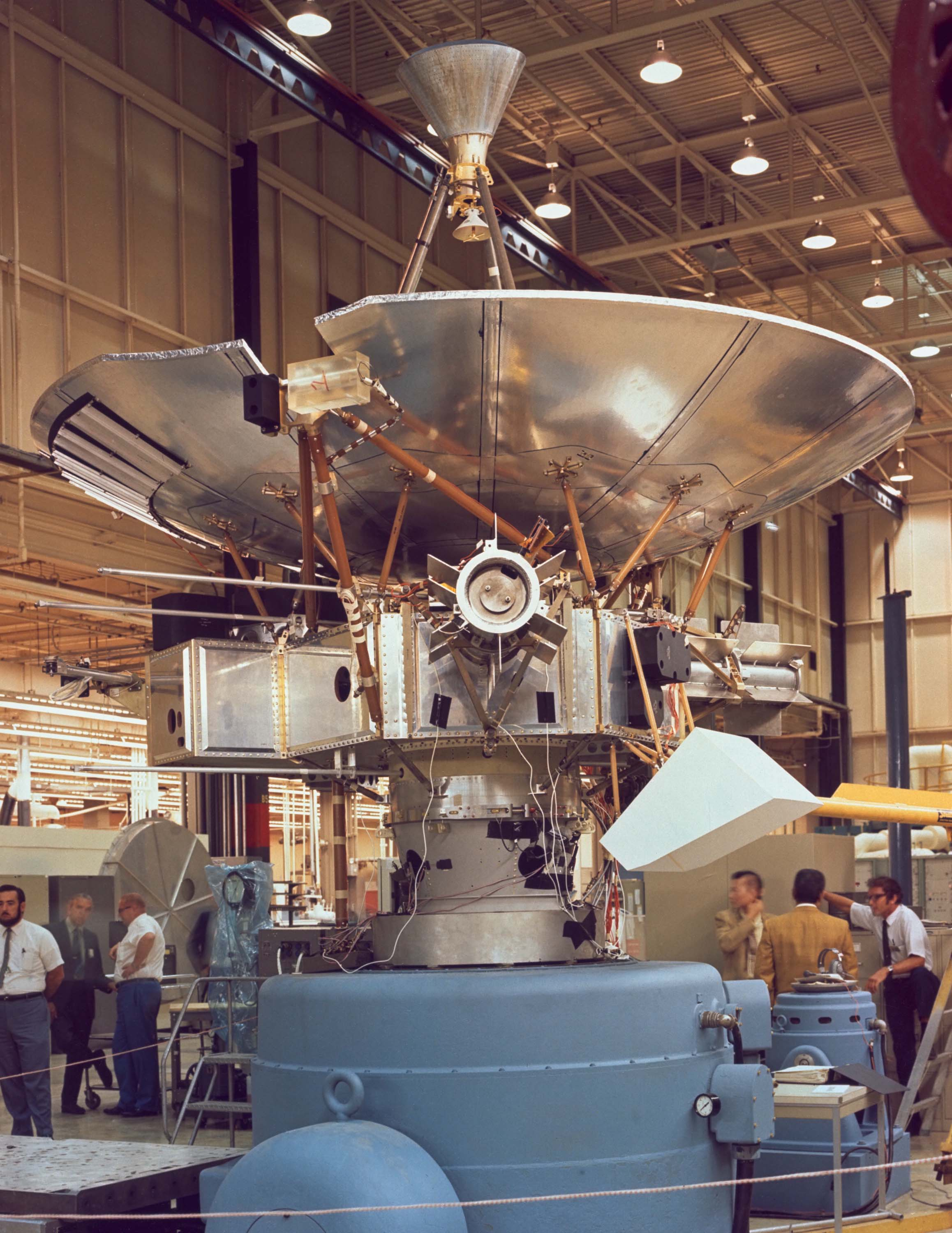
Pioneer 10 în stadiul final al construcției, 1971

Peste 1.000 de misiuni fără pilot au fost proiectate pentru a explora Pământul și sistemul solar. Pe lângă explorare, sateliții de comunicare au fost, de asemenea, lansați de NASA. Misiunile au fost lansate direct de pe Pământ sau NASA a construit navete spațiale care pot transporta sateliți și pot să-i lanseze pe orbită.
Primul satelit fără pilot a fost Explorer 1, care a început ca proiect ABMA/JPL la începutul Cursei spațiale. A fost lansat în ianuarie 1958, la două luni după Sputnik. Odată cu crearea NASA, proiectul Explorer a fost transferat la acestă agenție și activitatea acestuia continuă până în prezent. Misiunile sale se concentreză pe Pământ și pe Soare, măsurarea câmpurilor magnetice și a vântului solar. O misiune mai recentă, fără legătură cu programul Explorer, a fost Telescopul spațial Hubble, care a fost pus în orbită în 1990.
Sistemul solar intern a fost ținta a cel puțin patru patru programe fără pilot. Primul a fost Mariner în anii 1960 și 1970, care a făcut mai multe vizite planetelor Venus și Marte și o vizită planetei Mercur. Sondele lansate în cadrul programului Mariner au fost primele care au făcut un survol planetar (Mariner 2), pentru a lua primele imagini de pe o altă planetă (Mariner 4), primul satelit arificial al planetei Marte (Mariner 9) și primul vehicul spațial care a folosit asistența gravitațională (Mariner 10). Aceasta este o tehnică prin care satelitul profită de gravitatea și viteza planetelor pentru a ajunge la destinație.

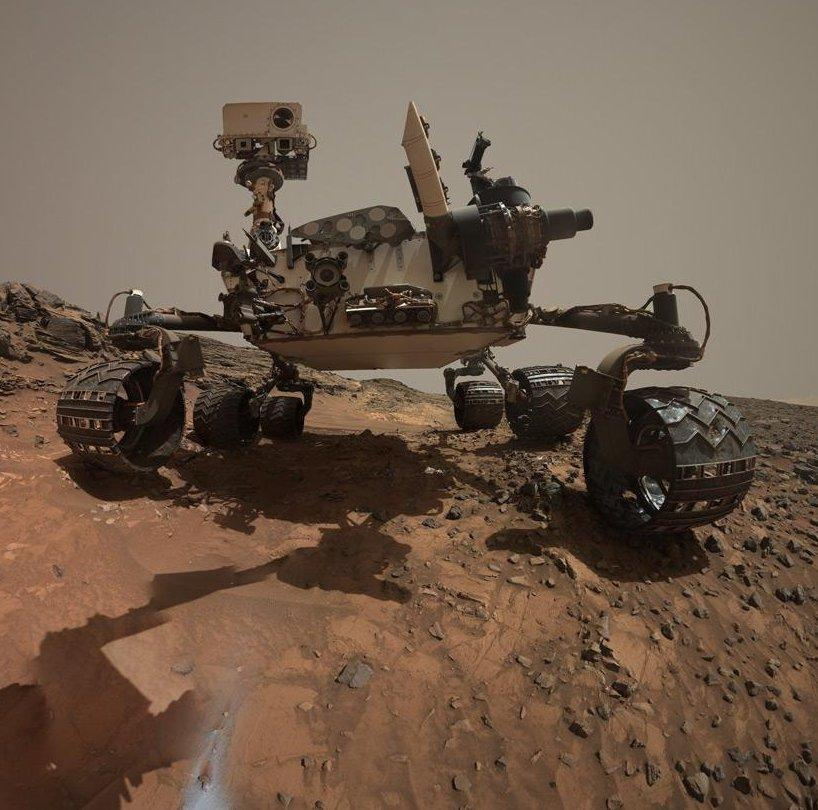
Roverul Curiosity pe Marte, august 2015

Prima aterizare reușită pe Marte a fost făcută de Viking 1 în 1976. Douăzeci de ani mai târziu un rover a făcut-o din nou ca parte a misiunii Mars Pathfinder. În afară de Marte, Jupiter a fost vizitat pentru prima oară de Pioneer 10 în 1973. Douăzeci de ani mai târziu, misiunea spațială Galileo a trimis o sondă în atmosfera planetei și a devenit prima nava spațială care a orbitat planeta. Pioneer 11 a devenit prima nava spațială care a vizitat Saturn în 1979, cu Voyager 2 făcând primele (și până în prezent singurele) vizite planetelor Uranus și Neptun în 1986 și respectiv 1989. Prima navă spațială care a părăsit sistemul solar a fost Pioneer 10 în 1983. Pentru o vreme a fost nava cea mai îndepărtată de Terra, dar a fost depășită atât de Voyager 1 cât și de Voyager 2.
Pioneer 10 și 11  și ambele sonde Voyager poartă către posibila viață extraterestră mesaje înregistrate pe Pământ. Cu cât călătoriile au loc mai departe de Terra, cu atât comunicarea poate fi mai dificilă. De exemplu, semnalul radio trimis către nava New Horizons, când aceasta trecuse de jumătatea drumului către Pluto, a ajuns după aproximativ 3 ore de la transmitere. În 2003 s-a pierdut contactul cu Pioneer 10 însă ambele sonde Voyager continuă să funcționeze în timp ce explorează granița exterioară dintre sistemul solar și spațiul interstelar. 
La 26 noiembrie 2011, misiunea Mars Science Laboratory a fost lansată cu succes pentru Marte. Roverul Curiosity a aterizat cu succes pe Marte la 6 august 2012 și, ulterior, a început să caute dovezi de viață trecută sau prezentă pe Marte.

### Activități (2010–2017)

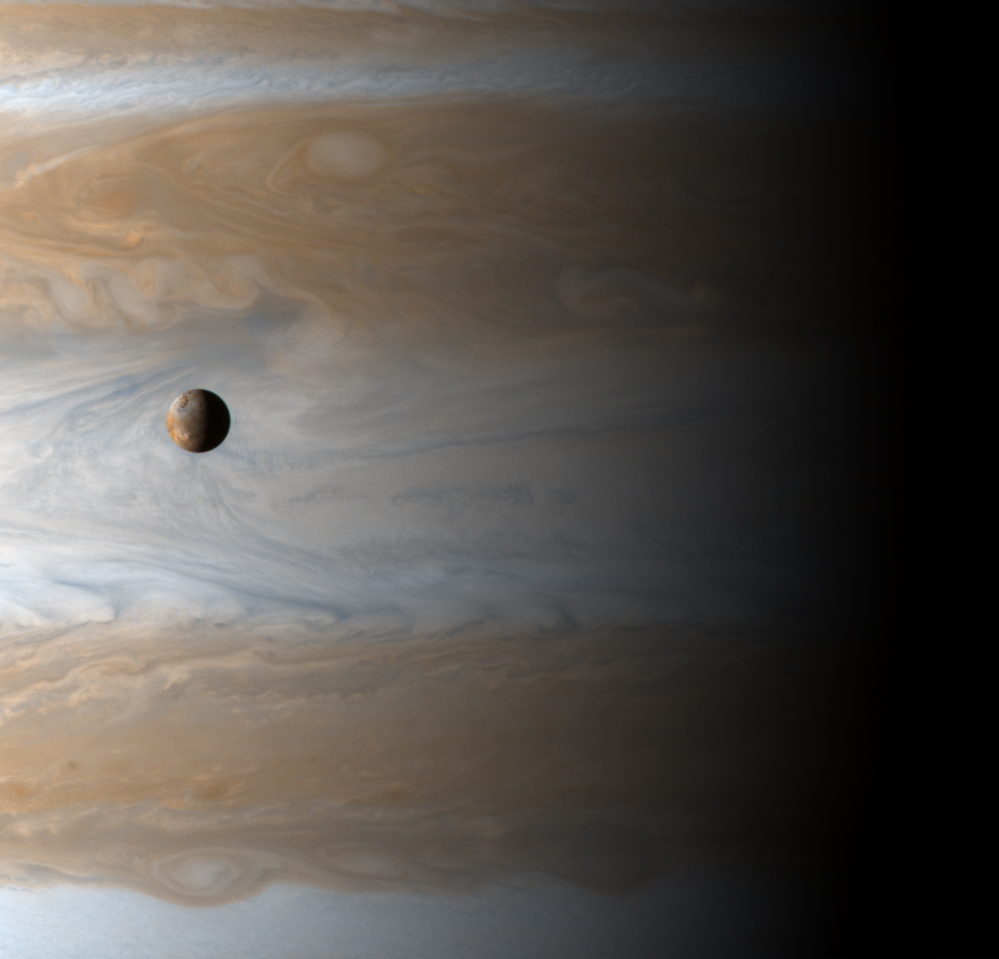
Io tranzitând Jupiter la 1 ianuarie 2001, fotografie făcută de Cassini.

Cercetările în curs de desfășurare ale NASA includ studii aprofundate despre Marte (Mars 2020 și InSight) și despre Saturn, precum și studii despre Pământ și Soare. Alte misiuni ale navelor spațiale active sunt Juno pentru Jupiter, New Horizons (pentru Jupiter, Pluto și dincolo) și Dawn pentru centura de asteroizi. NASA a continuat să susțină explorarea in situ dincolo de centura de asteroizi, inclusiv traversările Pioneer și Voyager a regiunii neexploatată trans-Pluto și sondele spațiale care orbitează giganții gazoși Galileo (1989-2003), Cassini (1997-2017) și Juno (2011-). La începutul anilor 2000, NASA a fost direcționată spre cursa pe Lună, însă în 2010 acest program a fost anulat (vezi programul Constellation). Ca parte a acestui plan, naveta urma să fie înlocuită, totuși, deși programul navetelor spațiale a fost încheiat, programul de înlocuire al acestora a fost anulat, lăsând SUA fără lansator de zbor spațial pentru prima oară în peste trei decenii.
Misiunea New Horizons către Pluto a fost lansată în 2006 și a efectuat cu succes o survolare a planetei la 14 iulie 2015. Sonda a primit asistență gravitațională de la Jupiter în februarie 2007, examinând câțiva dintre sateliții naturali ai lui Jupiter și testând instrumentele de bord în timpul survolului. La orizontul planurilor NASA se află nava spațială MAVEN, ca parte a programului Mars Scout, pentru a studia atmosfera planetei Marte.
La 4 decembrie 2006, NASA a anunțat că planifică o bază lunară permanentă. Obiectivul era să se înceapă construirea bazei până în 2020, și, până în 2024, să existe o bază deplin funcțională care să permită rotirea echipajului și utilizarea resurselor in-situ. Cu toate acestea, în 2009, s-a constatat că programul este pe o "traiectorie nesustenabilă". În 2010, președintele Barack Obama a oprit planurile existente, inclusiv baza lunară, și a îndreptat atenția generală asupra misiunilor cu asteroizi și Marte, precum și asupra extinderii sprijinului pentru Stația Spațială Internațională.

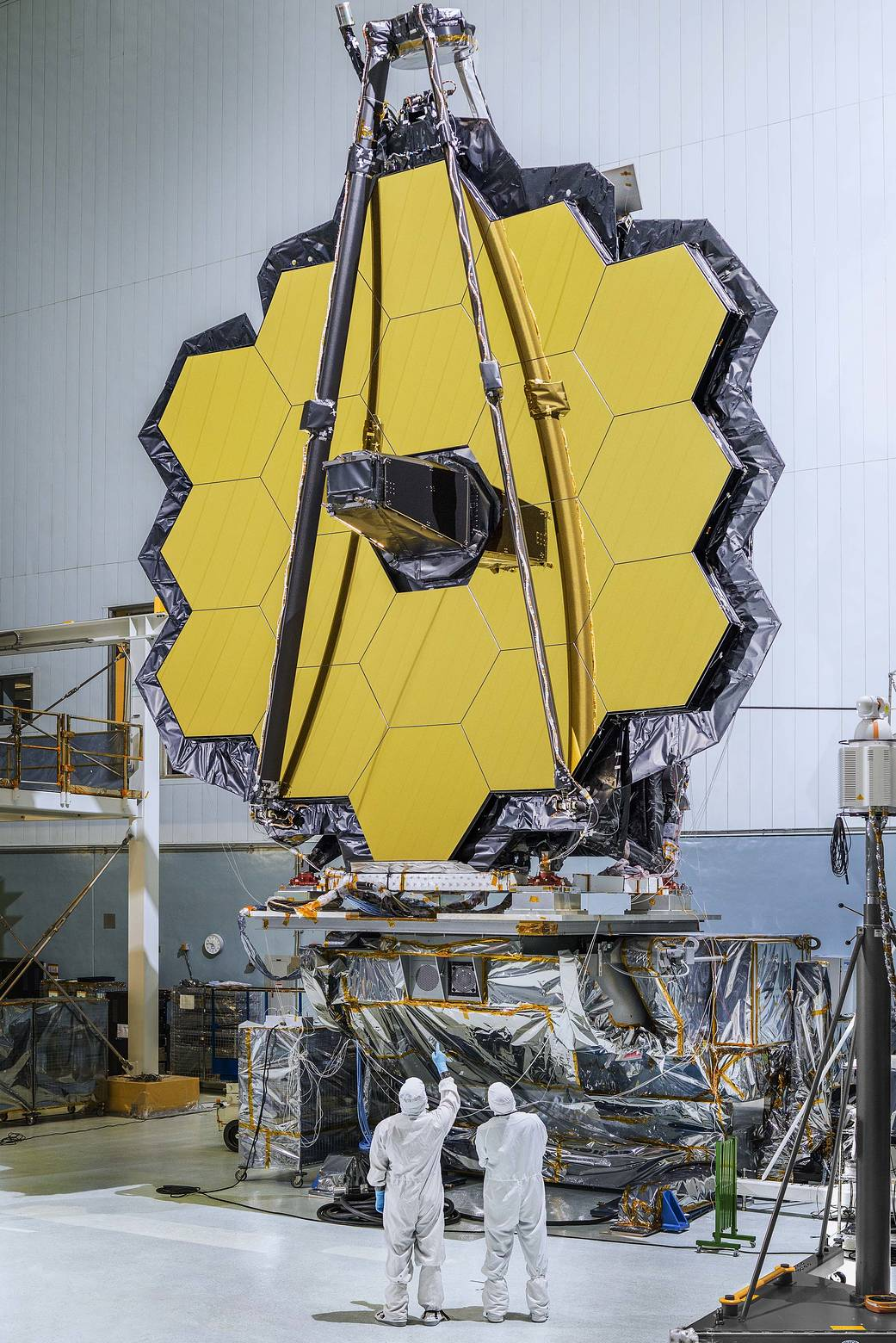
Oglinda principală a Telescopului James Webb Space, noiembrie 2016

Din 2011, obiectivele strategice ale NASA sunt:
- Menținerea și extinderea activităților umane în sistemul solar
- Extinderea înțelegerii științifice a Pământului și a Universului
- Crearea de tehnologii spațiale noi și inovative
- Studii avansate în domeniul aeronautic
- Dezvoltarea de programe și capacități instituționale de a direcționa activitățile aeronautice și spațiale ale NASA
- Deschiderea NASA pentru public, educatori și studenți pentru a oferi oportunități de participare

În septembrie 2011, NASA a anunțat lansarea sistemului de lansare spațială care are rolul de a lansa nava spațială Orion și alte echipamente spre Lună, asteroizi aflați în apropierea Pământului și spre Marte. În decembrie 2014, Orion MPCV a efectuat o lansare de teste fără pilot pe o rachetă Delta IV Heavy.
La 6 august 2012, NASA a aterizat roverul Curiosity pe Marte. La 27 august 2012, Curiosity a transmis primul mesaj pre-înregistrat de pe Marte înapoi pe Terra. 
Telescopul James Webb Space (JWST) este programat să fie lansat în martie 2021.

## Buget

Bugetul NASA între anii 1958 și 2012, ca procent din bugetul federal

Cota NASA din bugetul federal total a atins un nivel de aproximativ 4,41% în 1966 în timpul programului Apollo, apoi a scăzut rapid la aproximativ 1% în 1975 și a rămas în jurul acestui nivel până în 1998. Procentul a scăzut treptat ajungând aproximativ o jumătate de procent în 2006 (estimat în 2012 la 0,48% din bugetul federal).
Într-o audiere din martie 2012 a Comitetului Științific al Senatului Statelor Unite, comunicatorul științific Neil deGrasse Tyson a declarat că "Bugetul anual al NASA este acum o jumătate de penny din dolarul dvs. impozitat. Pentru dublu - un penny dintr-un dolar - putem transforma țara dintr-o națiune sumbră, abătută, obosită de lupta economică, într-una care își revendică dreptul de naștere din secolul al XX-lea de a visa viitorul".
În ciuda acestui fapt, percepția publică asupra bugetului NASA diferă semnificativ: un sondaj realizat în 1997 a indicat că majoritatea americanilor credeau că NASA primea un buget de 20% din bugetul federal.
Pentru anul fiscal 2015, NASA a primit o alocare de 18,01 miliarde de dolari — cu 549 milioane de dolari mai mult decât s-a cerut și cu aproximativ 350 milioane dolari mai mult decât bugetul NASA adoptat de Congres în 2014. În anul fiscal 2016, NASA a primit 19,3 miliarde de dolari, iar 2017 în aproximativ 19,5 miliarde de dolari.